# ジョシュ・クーリー
ジョシュ・クーリー（Josh Cooley）は、アメリカ合衆国のアニメーター、ストーリーボードアーティスト、脚本家、映画監督、声優である。

## キャリア
ピクサー・アニメーション・スタジオのインターンとしてキャリアが始まり、『Mr.インクレディブル』（2004年）、『カーズ』（2006年）『レミーのおいしいレストラン』（2007年）、『カールじいさんの空飛ぶ家』（2009年）、『カーズ2』（2011年）でストーリーボードアーティストとして働く。2009年にクーリーはピクサーとウォルト・ディズニー・ピクチャーズの短編映画『ジョージとAJ』で監督と脚本を務める。
2015年にクーリーは長編映画『インサイド・ヘッド』で脚本家とストーリーボードスーパーバイザーを務め、ウォルト・ディズニー・スタジオ・モーション・ピクチャーズ配給により2015年6月19日に公開される。同年に彼は『インサイド・ヘッド』のBlu-rayに収録された短編『ライリーの初デート?』で監督・脚本を務める。
2017年にピクサーの『トイ・ストーリー4』の監督に就任した。長編で監督を務めたのは初。

## フィルモグラフィ
| 年   | 題名                                    | 役名   | 備考                                         |
| ---- | --------------------------------------- | ------ | -------------------------------------------- |
| 2004 | Mr.インクレディブル The Incredibles     | N/A    | ストーリーボードアーティスト                 |
| 2006 | カーズ Cars                             | N/A    | ストーリーボードアーティスト                 |
| 2007 | レミーのおいしいレストラン Ratatouille  | N/A    | ストーリーボードアーティスト                 |
| 2009 | カールじいさんの空飛ぶ家 Up             | N/A    | ストーリーボードアーティスト                 |
| 2011 | カーズ2 Cars 2                          | N/A    | ストーリーボードアーティスト                 |
| 2015 | インサイド・ヘッド Inside Out           | ピエロ | 脚本・ストーリーボードアーティスト・声の出演 |
| 2015 | アーロと少年 The Good Dinosaur          | N/A    | スペシャルサンクス                           |
| 2019 | トイ・ストーリー4 Toy Story 4           | N/A    | 監督                                         |
| 2024 | トランスフォーマー/ONE Transformers One | N/A    | 監督                                         |

| 年   | 題名                                    | 役名           | 備考                 |
| ---- | --------------------------------------- | -------------- | -------------------- |
| 2009 | ジョージとAJ George & A.J.              | N/A            | 監督・脚本           |
| 2015 | ライリーの初デート? Riley's First Date? | パパのカナシミ | 監督・脚本・声の出演 |